# Sorte svaner
Sorte svaner (Noors voor Zwarte zwanen) is een compositie van Johan Halvorsen. Halvorsen schreef het werk onder zijn pseudoniem Tsjernowsky, vanwege het feit dat hij zich moest beperken tot een klein orkest. Het orkest waar hij eerder leiding aan gaf, dat van het Nationaltheatret, was ontbonden in 1919, waarna een kamerorkestje van 15 musici overbleef. Halvorsen schaamde zich kennelijk voor de stukken die hij voor dat ensemble schreef. Hij vernietigde de meeste stukken (in de haard van het theater) dan wel schreef ze onder pseudoniem. Sorte svaner bleef bewaard, want Halvorsen was er trots op, aldus zijn brief aan dochter Aase. Halvorsen, toch meestal behoudend in zijn componeerstijl, had een klein uitstapje gemaakt richting impressionisme.  Wellicht kwam dat omdat die stroming een kleine opleving in Noorwegen had rond 1920. Halvorsen dirigeerde werken van Claude Debussy in de jaren ‘10 en in de jaren ’20 impressionistische werken van bijvoorbeeld Alf Hurum. Ook Arvid Klevens Lotusland was toen te horen.
Halvorsen was er dan wel trots op, na een serie van negen uitvoeringen verdween het van de lessenaar. Het stuk is geschreven in het tempo andante.